# Палеж (Жабљак)
Палеж је насеље у општини Жабљак у Црној Гори. Према попису из 2003. било је 211 становника (према попису из 1991. било је 265 становника).

## Демографија
У насељу Палеж живи 161 пунолетни становник, а просечна старост становништва износи 39,7 година (39,0 код мушкараца и 40,4 код жена). У насељу има 64 домаћинства, а просечан број чланова по домаћинству је 3,30.
Становништво у овом насељу веома је хетерогено.
|  |

| Демографија | Демографија | Демографија |
| Година      | Становника  | Становника  |
| ----------- | ----------- | ----------- |
|             |             |             |
|             |             |             |
|             |             |             |
|             |             |             |
| 1948.       | 283         |             |
| 1953.       | 268         |             |
| 1961.       | 239         |             |
| 1971.       | 186         |             |
| 1981.       | 169         |             |
| 1991.       | 265         | 264         |
| 2003.       | 214         | 211         |
|             |             |             |

| Етнички састав према попису из 2003.‍ | Етнички састав према попису из 2003.‍ | Етнички састав према попису из 2003.‍ | Етнички састав према попису из 2003.‍ | Етнички састав према попису из 2003.‍ |
| ------------------------------------ | ------------------------------------ | ------------------------------------ | ------------------------------------ | ------------------------------------ |
|                                      |                                      |                                      |                                      |                                      |
| Црногорци                            | Црногорци                            |                                      | 94                                   | 44,54%                               |
| Срби                                 | Срби                                 |                                      | 90                                   | 42,65%                               |
| Муслимани                            | Муслимани                            |                                      | 1                                    | 0,47%                                |
| непознато                            | непознато                            |                                      | 0                                    | 0,0%                                 |

| Година пописа     | 1948. | 1953. | 1961. | 1971. | 1981. | 1991. | 2003. |
| ----------------- | ----- | ----- | ----- | ----- | ----- | ----- | ----- |
| Број домаћинстава | 53    | 56    | 51    | 45    | 40    | 68    | 64    |

| Број чланова      | 1  | 2  | 3  | 4 | 5  | 6  | 7 | 8 | 9 | 10 и више | Просек |
| ----------------- | -- | -- | -- | - | -- | -- | - | - | - | --------- | ------ |
| Број домаћинстава | 64 | 12 | 16 | 7 | 11 | 10 | 5 | 2 | 1 | 0         | 0      |

| Пол    | Укупно | Неожењен/Неудата | Ожењен/Удата | Удовац/Удовица | Разведен/Разведена | Непознато |
| ------ | ------ | ---------------- | ------------ | -------------- | ------------------ | --------- |
| Мушки  | 87     | 38               | 45           | 2              | 2                  | 0         |
| Женски | 86     | 27               | 46           | 13             | 0                  | 0         |
| УКУПНО | 173    | 65               | 91           | 15             | 2                  | 0         |

| Пол    | Укупно                    | Пољопривреда, лов и шумарство | Рибарство                            | Вађење руде и камена | Прерађивачка индустрија       |
| ------ | ------------------------- | ----------------------------- | ------------------------------------ | -------------------- | ----------------------------- |
| Мушки  | 48                        | 19                            | 0                                    | 0                    | 1                             |
| Женски | 21                        | 6                             | 0                                    | 0                    | 0                             |
| УКУПНО | 69                        | 25                            | 0                                    | 0                    | 1                             |
| Пол    | Производња и снабдевање   | Грађевинарство                | Трговина                             | Хотели и ресторани   | Саобраћај, складиштење и везе |
| Мушки  | 1                         | 1                             | 2                                    | 5                    | 0                             |
| Женски | 0                         | 0                             | 2                                    | 6                    | 2                             |
| УКУПНО | 1                         | 1                             | 4                                    | 11                   | 2                             |
| Пол    | Финансијско посредовање   | Некретнине                    | Државна управа и одбрана             | Образовање           | Здравствени и социјални рад   |
| Мушки  | 0                         | 0                             | 15                                   | 0                    | 1                             |
| Женски | 0                         | 0                             | 0                                    | 2                    | 2                             |
| УКУПНО | 0                         | 0                             | 15                                   | 2                    | 3                             |
| Пол    | Остале услужне активности | Приватна домаћинства          | Екстериторијалне организације и тела | Непознато            | Непознато                     |
| Мушки  | 3                         | 0                             | 0                                    | 0                    | 0                             |
| Женски | 1                         | 0                             | 0                                    | 0                    | 0                             |
| УКУПНО | 4                         | 0                             | 0                                    | 0                    | 0                             |